# Olliergues
Olliergues település Franciaországban, Puy-de-Dôme megyében. Lakosainak száma 736 fő (2022. január 1.). Olliergues Augerolles, Marat, Olmet, Saint-Gervais-sous-Meymont és Tours-sur-Meymont községekkel határos.

## Népesség
A település népességének változása:
| Lakosok száma | 725  | 744  | 786  | 752  | 756  | 763  | 750  | 743  | 736  |
|               | 2013 | 2015 | 2016 | 2017 | 2018 | 2019 | 2020 | 2021 | 2022 |